# Villaverde
Villaverde é um município de  quinta classe de renda municipal (d) na província Nova Vizcaya, nas Filipinas. De acordo com o censo de 1 de maio  de  2020 possui uma população de 20 118 pessoas e 5 688 domicílios.